# Глаголев, Александр Александрович
Алекса́ндр Алекса́ндрович Глаго́лев (1872, Тульская губерния — 1937, Киев) — протоиерей, священнослужитель Русской православной церкви, богослов. Друг и соратник протоиерея Михаила Едлинского.

## Биография

### Образование и магистерская диссертация
Родился 14 февраля 1872 года в селе Покровское Тульской губернии в семье священника, происходившего из потомственных дворян Тульской губернии — согласно записи о военной службе. Окончил Тульскую духовную семинарию (1894) и Киевскую духовную академию (1898) со степенью кандидата богословия. В 1898—1899 гг. — профессорский стипендиат Киевской духовной академии. За работу «Ветхозаветное Библейское учение об Ангелах» с 1900 года — магистр богословия. В отзыве профессора А. А. Олесницкого говорилось, что магистерская диссертация Глаголева 

представляет собой труд, отличающийся богатством содержания, тщательностью и глубиною исследования всех пунктов ветхозаветной ангеологии, основательным знакомством с библиологическою литературою… и может считаться действительным вкладом в нашу богословскую литературу, не имевшую доселе ни одного серьёзного исследования по ангеологии.

По словам протоиерея Александра Меня, 

Глаголев в своей диссертации дал очерк истории ангелологии, а также проанализировал все наименования ангелов в Писании в связи с происхождением терминов сыны Божии, серафимы, херувимы и проч. В работе Глаголева содержится и история библейской демонологии. Автор не мог воспользоваться данными по истории религий Древнего Востока, которыми располагает современная наука, но высказал ряд ценных соображений, подчас предвосхитив выводы современной библеистики. Раскрытие темы у Глаголева неотделимо от критики спорных гипотез, которые высказывались западными учеными.

### Учёный и преподаватель
С 1899 года — и. д. доцента Киевской духовной академии по кафедре древнееврейского языка и библейской археологии. С 1900 года — доцент Киевской духовной академии. С 1906 года — экстраординарный профессор Киевской духовной академии (с 1910 — по 2-й кафедре Священного Писания Ветхого Завета). Пользовался авторитетом среди коллег, которые избрали его в сентябре 1907 года ректором академии на первых выборах ректора (ранее ректоры назначались, однако в 1906 году правом их избрания были наделены советы академий). Однако Святейший Синод не утвердил этого решения совета академии, утверждая, что возглавлять академию должен представитель монашествующего духовенства.
Знал 18 древних и новых языков (в конце жизни, будучи уже пожилым человеком, изучал итальянский язык). Входил в состав Комиссии по научному изданию славянской Библии, участвовал в издании Православной богословской энциклопедии, публиковал статьи в церковных журналах. Один из авторов комментариев к «Толковой Библии», выходившей под редакцией А. П. Лопухина и его преемников — для этого издания написал комментарии на 3-ю и 4-ю книги Царств, книги Товита, Притчей, Песни Песней, пророков Наума, Аввакума, Софонии, Аггея и на Соборные Послания.

### Священник Александр Глаголев и еврейский вопрос
В 1905 году активно противодействовал еврейскому погрому в Киеве. Редактор издания «Русский Глобус» (Чикаго) Геннадий Меш так писал в 2002 году об этой деятельности Глаголева:

Жестокой осенью 1905 года зуд погромов и убийств снова выплеснул людей на улицы. В разъярённую человеческую массу в полном облачении с крестом и хоругвями в руках вторгается небольшой крестный ход. Возглавляют его настоятели православных храмов Александр Глаголев и Михаил Едлинский. Через Контрактовую площадь и Гостиный ряд крестный ход направляется к еврейским лавчонкам. Настоятели увещевают толпу не заниматься этим злым, нехристианским делом. Кое-кто узнаёт своих наставников, снимает шапки. Толпа колеблется, редеет, постепенно расходится. И так было не раз.

В 1909 году опубликовал работу «Ветхий Завет и его непреходящее значение в христианской церкви», в которой резко критиковал попытки антисемитски настроенных авторов дискредитировать Ветхий Завет. Он был привлечён к предварительному следствию по «делу Бейлиса» в качестве эксперта по вопросу об употреблении иудеями человеческой крови. В своей экспертизе заявил, что закон Моисея из Ветхого Завета запрещает пролитие человеческой крови и употребление её в пищу. Талмуд и другие документы иудейских раввинов этот закон не отменяют и не смягчают. Таким образом, экспертиза отца Александра была аргументом в пользу противников версии о ритуальном убийстве.

### Пастырская деятельность
В 1903 году был рукоположён во иерея, с 1914 года — протоиерей. По данным Бориса Соколова, во время Первой мировой войны некоторое время служил полковым священником Каргопольского драгунского полка. В полковом архиве имеется запись, согласно которой отец Александр числился в полку с 20 сентября 1914 года, 1 января 1915 года приказом по 9-й армии № 670 награждён орденом Святой Анны 3-й степени (списки офицеров полка по старшинству). Однако, там же содержатся сведения, противоречащие общеизвестным данным об отце Александре, так согласно полковому журналу 1915 года: он поименован иереем, отчество его указано как "Васильевич", а дата рождения – 15 августа 1877 года, кроме того указано образование – "окончил Тульскую семинарию по 2-му разряду".

Служил в киевском храме Николы Доброго. Священник Сергей Сидоров так вспоминал о своей первой встрече с отцом Александром в храме Николы Доброго во время Гражданской войны: 

В храм вошёл небольшого роста священник с длинными прядями волос, слегка согбенный. Его лицо озарял особый свет. Он как бы ушёл в радость молитвы и мира. Я не разглядел сразу черт его лица, но эта радость тихого мира сразу привлекла меня к нему. Священник подходил к ликам святых и просил у них молитвы. Он, кланяясь ликам, как бы брал у них благословение. Я никогда и ни у кого не видел такого яркого восприятия иного мира, как у него. Мне ясно стало, что в храме всё живо, и образа глянули на меня живыми глазами.

После прихода к власти большевиков продолжал служить в храме Николы Доброго. Когда храм был закрыт, с 1935 года служил в храме Николая Набережного. В первой половине 1920-х годов продолжал неофициально читать лекции студентам академии, а после ареста в 1923 году ректора академии, епископа Василия (Богдашевского), фактически исполнял его обязанности. После окончательного прекращения занятий в академии в 1924 году преподавал на богословско-пастырских курсах.
В начале 1930-х годов был выселен из дома, поселился в маленькой комнатке на площадке деревянной лестницы, которая вела на церковную колокольню. В 1931 году был арестован по обвинению в принадлежности к «Истинно-православной церкви», в течение полугода находился в заключении в Лукьяновской тюрьме. Внучка отца Александра, Магдалина Глаголева-Пальян, вспоминала:
К дедушке в церковь стекалось множество народа из разных районов города, а также приезжих из других мест. Своим умом, чистотой сердца, любовью ко всем, дедушка привлекал к себе самых различных людей. Многие потом шли к нему домой, невзирая на тесноту помещения и неудобный подход к жилищу. В основном приходили за утешениями, за духовной и материальной помощью. Старожилы Киева, прихожане храма Святого Николая Доброго — Зинаида Дмитриевна Янковская, Федорова Евгения Климентьевна и другие — вспоминали, как он утешал страждущих, молился за больных и поддерживал павших духом.

### Отец Александр и Михаил Булгаков
Глаголев был хорошим знакомым семьи Булгаковых. Отец писателя, профессор Киевской духовной академии Афанасий Иванович Булгаков, был старшим коллегой отца Александра по этому учебному заведению и прихожанином храма Николы Доброго. Отец Александр в 1913 венчал Михаила Булгакова и его первую супругу Татьяну Николаевну Лаппа.

Священник Александр Глаголев стал прототипом отца Александра из романа «Белая гвардия». Это единственный персонаж романа, выведенный под собственным именем, причём именно как священник храма Николы Доброго. В начале романа Алексей Турбин, в тяжёлое для него время — после похорон матери, приходит за утешением именно к отцу Александру. Священник вступает в беседу с Алексеем: 

Уныния допускать нельзя, — конфузливо, но как-то очень убедительно проговорил он. — Большой грех — уныние… Хотя кажется мне, что испытания будут ещё. Как же, как же, большие испытания, — он говорил всё увереннее.

В конце романа к Алексею Турбину приходит больной поэт, бывший богоборец, которого к нему как к врачу направил отец Александр.

### Последний арест и гибель
20 октября 1937 года был арестован, обвинён в членстве в «фашистской организации церковников» и вновь заключён в Лукьяновскую тюрьму. По свидетельству другого заключённого, священника Кондрата Кравченко, Глаголева допрашивали 18 раз, причём во время ночных допросов его заставляли часами стоять с запрокинутой головой. По официальной версии, 25 ноября 1937 года он скончался в тюрьме, «от уремии и сердечной недостаточности».
Похоронен в общей могиле на Лукьяновском кладбище, где, спустя много лет, родственники поставили ему памятник — крест с аналоем и евангельским текстом «Блаженны изгнани правды ради».

## Семья
- Жена — Зинаида Петровна (? — 9 декабря 1936), урождённая Слесаревская, дочь заведующего библиотекой Киевской духовной академии.
- Дети:

- Алексей (1901—1972), священник, участвовавший в спасении евреев в Киеве во время Великой Отечественной войны; в 1992 году Алексей Глаголев и члены его семьи были удостоены звания Праведника мира от израильского института Яд ва-Шем;
- Сергей;
- Варвара.

## Память

### Мемориальная доска
30 января 2002 года к столетию протоиерея Алексея Глаголева на стене Киево-Могилянской академии (ул. Волошская, д. 8/5, корп. 5) установлена мемориальная доска, посвящённая священникам Александру и Алексею Глаголевым.

### Прославление в лике святых
3 апреля 2019 года Священным Синодом Украинской Православной Церкви был прославлен в лике местночтимых святых Киевской епархии как священномученик. Также решением Синода был внесен в список Собора святых Киевской духовной академии.

## Труды
- Основные черты ветхозаветного библейского учения об ангелах. (Речь пред защитою диссертации на степень магистра богословия: «Ветхозаветное библейское учение об ангелах. Опыт библейско-богословского изследования») («Труды Киевской духовной академии». Киев, 1900. Том 3).
- Ветхозаветное библейское учение об Ангелах: (Опыт библейско-богословского исследования). Киев, 1900.
- Древнееврейская благотворительность. Киев, 1903.
- Ветхий Завет и его непреходящее значение в христианской Церкви. Киев, 1909.
- Левиты и Левиино колено: Реферат, предложенный в заседании церковно-исторического и археологического общества при Киевской Духовной Академии 27 октября 1910 г. Киев, 1912.
- 3акон ужичества или левиратный брак у древних евреев. (Библейско-археологический очерк) (Киев, 1914).
- Купина неопалимая. (Очерк библейско-экзегетический и церковно-археологический) (Киев, 1914).
- Книга Левит: (Библиологический очерк). Киев, 1915.
- Купина Неопалимая. Сборник. Киев, 2002.
  - Проповеди
- Слово в Великий пяток на вечернем богослужении, пред плащаницей. О жизненном единении христианина со Христом Спасителем («Труды Киевской духовной академии». Киев, 1905. Том 2).
- Слово в день рождения Благочестивейшего Государя Императора Николая Александровича, Самодержца Всероссийскаго, 6 мая 1915 года («Труды Киевской духовной академии». Киев, 1915. Том 3).
- Слово в день памяти св. Равноапостольной Марии Магдалины и тезоименитства Государыни Императрицы Марии Феодоровны, 22 июля 1907 года. О христианском призвании и служении женщины («Труды Киевской духовной академии». Киев, 1907. Том 2).
- Слово в день Богоявления или Крещения Господня. О духе и сущности истинно христианского просвещения. Киев, 1915.
- О любви к Богу: Из Творений святителя Иоанна Златоуста: Проповедь 26 января 1927 г. М., 1996.